# Daniel Šarić
Daniel Šarić (ur. 4 sierpnia 1972 w Rijece), piłkarz chorwacki grający na pozycji prawego obrońcy bądź pomocnika.

## Kariera klubowa
Urodzony w Rijece Šarić zaczynał karierę w tamtejszym klubie NK Rijeka, do której trafił w 1989 roku. Rijeka grała wtedy w lidze dawnej Jugosławii. W Rijece grał do lata 1993 rozgrywając przez ten okres 27 meczów i strzelając 6 bramek. Wtedy trafił do hiszpańskiego Sporting Gijón, który rok w rok bronił się przed spadkiem w Primera División. Okres gry w Sportingu nie należał dla Daniela do szczególnie udanych, w sezonie 1993/1994 zajął 13. miejsce, a w kolejnym było gorzej bo 18. miejsce i utrzymanie zapewnił sobie dopiero po barażach. Šarić latem 1995 zdecydował się odejść ze Sportingu, dla którego rozegrał 33 ligowe mecze i strzelił 3 gole. Wrócił do ojczyzny i trafił do chcącego odebrać Hajdukowi Split tytuł mistrza kraju, Dinama Zagrzeb. Dinamu całkowicie się to udało i z Šariciem w składzie pięć razy z rzędu zdobywało tytuł mistrza Chorwacji. Ogółem w Dinamie przez 5 sezonów rozegrał 108 meczów i zdobył 8 bramek. Latem 2000 wyjechał do Grecji, chciał ponownie spróbować sił w klubie zagranicznym. Trafił do Panathinaikosu AO, w którym jednak nie zawsze był zawodnikiem podstawowego składu. W "Koniczynkach" nie zdobył żadnego trofeum, zaliczył mecze w Lidze Mistrzów, a przez 3 lata gry w Atenach wystąpił w 42 meczach i zdobył 2 bramki. W 2003 roku przeszedł na zasadzie wolnego transferu do swojego obecnego klubu, NK Rijeka, w barwach której już dwukrotnie udało mu się zdobyć Puchar Chorwacji (2005, 2006).
| Sezon   | Klub             | Kraj      | Rozgrywki                | Mecze | Bramki |
| ------- | ---------------- | --------- | ------------------------ | ----- | ------ |
| 1991/92 | NK Rijeka        | Chorwacja | Prva HNL                 | 18    | 2      |
| 1992/93 | NK Rijeka        | Chorwacja | Prva HNL                 | 27    | 6      |
| 1993/94 | NK Rijeka        | Chorwacja | Prva HNL                 | 4     | 0      |
| 1993/94 | Sporting Gijón   | Hiszpania | Segunda División         | 22    | 2      |
| 1994/95 | Sporting Gijón   | Hiszpania | Segunda División         | 11    | 1      |
| 1995/96 | Dinamo Zagrzeb   | Chorwacja | Prva HNL                 | 4     | 0      |
| 1996/97 | Dinamo Zagrzeb   | Chorwacja | Prva HNL                 | 21    | 2      |
| 1997/98 | Dinamo Zagrzeb   | Chorwacja | Prva HNL                 | 37    | 6      |
| 1998/99 | Dinamo Zagrzeb   | Chorwacja | Prva HNL                 | 32    | 1      |
| 1999/00 | Dinamo Zagrzeb   | Chorwacja | Prva HNL                 | 36    | 1      |
| 2000/01 | Panathinaikos AO | Grecja    | Alpha Ethniki            | 19    | 0      |
| 2001/02 | Panathinaikos AO | Grecja    | Alpha Ethniki            | 13    | 1      |
| 2002/03 | Panathinaikos AO | Grecja    | Alpha Ethniki            | 11    | 0      |
| 2003/04 | NK Rijeka        | Chorwacja | Prva HNL                 | 23    | 0      |
| 2004/05 | NK Rijeka        | Chorwacja | Prva HNL                 | 20    | 1      |
| 2005/06 | NK Rijeka        | Chorwacja | Prva HNL                 | 28    | 0      |
| 2006/07 | NK Rijeka        | Chorwacja | Prva HNL                 |       |        |
|         |                  |           | Łącznie w Prva HNL       | 250   | 19     |
|         |                  |           | Łącznie w Alpha Ethiniki | 43    | 1      |

## Kariera reprezentacyjna
W reprezentacji Chorwacji Šarić zadebiutował 11 października 1997 roku w wygranym 3:1 meczu z reprezentacją Słowenii. Jego jedynym wielkim turniejem na jakim grał były Mistrzostwa Świata w 2002. Šarić rozegrał tam 3 mecze, w tym 2 w podstawowym składzie, jednak Chorwacja nie wyszła wówczas ze swojej grupy. Po mistrzostwach zakończył reprezentacyjną karierę. W kadrze w 30 meczach Šarić nie zdobył żadnej bramki.